# Acromion
L'acromion (ou processus acromial) est un élément osseux de l'omoplate constituant le prolongement postérieur et latéral de l'épine de la scapula.

## Description
L'acromion prolonge en avant et latéralement l'épine de la scapula. Il est plat de haut en bas.
Il présente deux faces et deux bords.

### Face supérieure
La face supérieure est sous-cutanée.

### Face inférieure
La face inférieure est lisse et légèrement concave d'avant en arrière.
Une bourse synoviale la sépare de la tête humérale et du tendon du muscle supra-épineux.

### Bord latéral
Le bord latéral est dans le prolongement de la lèvre supérieure du bord postérieur de l'épine. Il se coude à angle droit vers l'avant en formant l'angle acromial. Il donne insertion au faisceau moyen du muscle deltoïde.
Il termine par un bord antérieur court jusqu'à l'articulation acromio-claviculaire.

### Bord médian
Le bord médian est court et dans le prolongement de l'épine. C'est une zone d'insertion du muscle trapèze dans le prolongement de son insertion sur l'épine.
À l'avant, il présente la  facette articulaire claviculaire de la scapula plane et ovale regardant en avant, en dedans et en haut. Elle répond à la facette articulaire acromiale de la clavicule.

## Galerie

Les acromions.